# Autry-le-Châtel
Autry-le-Châtel è un comune francese di 1 072 abitanti situato nel dipartimento del Loiret nella regione del Centro-Valle della Loira.

## Società

### Evoluzione demografica
Abitanti censiti